# Acanthocarpus meridionalis
Acanthocarpus meridionalis is een krabbensoort uit de familie van de Calappidae. De wetenschappelijke naam van de soort is voor het eerst geldig gepubliceerd in 1980 door Mané-Garzon.
De soort komt voor in Uruguay.